# 콘솔 전쟁
비디오 게임 산업에서 콘솔 전쟁(console war)은 고급 콘솔 기술, 향상된 비디오 게임 선택 및 콘솔을 중심으로 한 일반 마케팅을 통해 더 나은 소비자 판매를 달성하려는 둘 이상의 비디오 게임 콘솔 제조업체 간의 경쟁을 나타낸다. 콘솔 제조업체는 일반적으로 항상 판매 측면에서 다른 제조업체를 능가하려고 노력하지만, 이러한 콘솔 전쟁은 자신의 제품을 경쟁사와 직접 비교하거나 경쟁 업체를 비교하여 폄하하는 보다 직접적인 전술을 사용하므로 마케팅 노력이 기울어지는 경향이 있다. 앞뒤로 밀어서 확대한다.
지금까지 많은 콘솔 전쟁이 있었지만, 세가가 메가 드라이브(세가 제네시스) 콘솔로 미국 비디오 게임 시장에 진출하려고 시도하면서 1980년대 후반과 1990년대 초반에 세가와 닌텐도 사이에 이 용어가 인기를 얻었다. 새로운 마케팅 접근 방식과 향상된 하드웨어를 통해 세가는 제네시스 출시 3년 후인 1991년까지 비디오 게임 콘솔 시장의 대부분을 확보할 수 있었다. 이로 인해 1990년대 초반 두 회사 간에 경쟁이 벌어졌다. 그러나 닌텐도는 결국 시장 점유율을 되찾았고 세가는 2001년까지 가정용 콘솔 하드웨어 생산을 중단했다.

## 같이 보기
- 브라우저 전쟁